# Cinzia Pasquali
Pour les articles homonymes, voir Pasquali.
Cinzia Pasquali est une restauratrice d'art italienne, spécialisée dans les peintures de la Renaissance.

## Biographie
Cinzia Pasquali est diplômée de l’Institut central de restauration de Rome (ISCR), avec une double spécialisation, peinture et sculpture, ainsi que de la maîtrise des Sciences et Techniques (Conservation Restauration des Biens Culturels, Université Paris III). Elle est une ancienne élève de Cesare Brandi.
Après avoir restauré des peintures murales dans les églises de Naples et de Rome, elle est venue travailler en France en 1990, devenant collaboratrice du Centre de recherche et de restauration des musées de France (C2RMF).

## Œuvres d'art restaurées (liste non exhaustive)
- Décors de la Galerie des Glaces de Charles Le Brun, Château de Versailles[4].
- Décors de la Galerie d'Apollon, Musée du Louvre[4].
- La Vierge, l'Enfant Jésus et sainte Anne de Léonard de Vinci du Musée du Louvre[5].
- Le Christ au tombeau du Maître de l'Observance[3].
- Le plafond de la galerie d'Hercule de l'Hôtel Lambert à Paris[6].

## Télévision
Elle participe à l'émission « Secrets d'histoire » consacrée à Léonard de Vinci, intitulée Léonard de Vinci, le génie sans frontières diffusée le 21 octobre 2019 sur France 3.